# ヒューリック青山第二ビル
ヒューリック青山第二ビル（ヒューリックあおやまだいにビル）は、東京都渋谷区に所在するオフィスビルである。2008年にシンプレクス・インベストメント・アドバイザーズによりSIA青山ビルディングの名称で建設されたが、同社は2015年にヒューリックに吸収合併された。建物名に青山の地名が付いているが、所在地は渋谷区渋谷にある。白い外壁に数種類の大きさの正方形の窓が配置された特徴的な外観を持ち、2008年にグッドデザイン賞金賞を受賞している。

## 建築
渋谷駅方面からは明治通りのMIYASHITA PARK先を東に入り、青山通り手前の右手にある。通りを挟んだ住居地域に係る日影規制を考慮し、かつ各階の床面積が等しくなるように容積率を消化すると、平面の大きさは広く採れない代わりに高さを大きく使えることとなった。二重螺旋階段の配置や設備システムを考慮し、天井高は標準的なオフィスの2倍近い4.9m、階高は6.4m、意匠を考慮し屋根のパラペットも6.4mとした。上部構造の平面形状は西側の角一つを90°、各辺が12.9～21.2mの変則的な五角形で、厚さ400～500mmの鉄筋コンクリート製外殻壁を配置した。外壁は目地を設けず白色の塗装仕上げとし、五角形のそれぞれの頂点は角を取り丸みを付けている。階高の半分の3.2mに壁柱および壁梁を設け、その枠内に複数の大きさの窓を不規則に配置した。窓はすべて正方形で、1,150mm、1,450mm、1,600mm、1,750mm、1,900mm、2,050mm、2,200mmの7種類。外壁からの奥行きは125mm、185mm、245mm、305mmの4種類で、大きな窓は奥行きを浅く、小さな窓は深くすることで大きな窓はより大きく、小さな窓はより小さく見える印象をもたらす。ワークスペースはワンルームとし、上下二段の窓とペンダント照明で室内の採光を確保した。
1階の梁下と地階の間に12基の鉛プラグ入り積層ゴムと2基の剛すべり支承を配置した、中間層免震構造を持つ。約280の不規則な開口部があり、誘発目地を設けない意匠としたことから外壁のひび割れ対策が課題となった。水和熱を抑えるため低熱セメントを採用し、線膨張係数の低減を図るため石灰石骨材を使用。流動化剤の使用や工程の工夫により密実な打設を図った。さらに、塗装には主材に透湿性と弾性のあるアクリルゴム系、上塗材には超低汚染、超耐久弱溶剤型特殊樹脂塗料を使用した。
設計は青木淳。高い天井を有するオフィス空間を持ち、外観からは用途も何階建てかもわからない、従来のガラスファサードのオフィスビルの画一的な常識を覆したことが評価され、2008年にグッドデザイン賞金賞を受賞している。